# Everard Home
Everard Home, 1st Baronet FRS (n. 6 de mayo de 1756 en Kingston upon Hull; f. 31 de agosto de 1832 en Londres) fue un cirujano Inglés.
Nació en Kingston-upon-Hull y recibió educación en el Westminster School. Consiguió el ingreso para el Trinity College, en la universidad de Cambridge, pero decidió en su lugar convertirse en el aprendiz de su cuñado, John Hunter, en el St George's Hospital.
Hunter se había casado con su hermana, la poetisa y socióloga Anne Home, en julio de 1771.
Ayudó a Hunter en muchas de sus investigaciones anatómicas, y en otoño de 1776 describió parcialmente la colección de Hunter. Existe también evidencia considerable de que Home plagió trabajos de Hunter, a veces directamente y a veces de forma indirecta. De forma sistemática, destruyó los papeles de su cuñado para ocultar las pruebas de sus plagios.
Habiéndose titulado como cirujano en 1778, Home se alistó como ayudante de cirugía en el hospital naval de Plymouth. En 1787
comenzó a trabajar en el St George's Hospital, primero como ayudante y luego como cirujano. Llegó a ser argento cirujano del rey en 1808 y cirujano en el hospital de Chelsea en 1821. Fue nombrado Barón (de Well Manor, en el condado de Southampton) en 1813.
Fue el primero en describir la criatura fósil más tarde llamada Ictiosaurio, descubierta cerca de Lyme Regis por Joseph Anning y Mary Anning en 1812.
Siguiendo a John Hunter, sugirió que tenía similitudes con peces. Home también hizo alguno de los primeros estudios de la anatomía del ornitorrinco y notó que no era vivíparo, teorizando que era ovíparo. Home realizó muchas publicaciones acerca de la anatomía humana y animal.
Fue nombrado Miembro de la Royal Society en 1787, repitiendo su Croonian Lecture varias veces entre 1793 y 1829, y recibió la Medalla Copley en 1807.